# Giovanni Lodetti
Giovanni Lodetti (* 10. August 1942 in Caselle Lurani; † 22. September 2023 in Mailand) war ein italienischer Fußballspieler.

## Karriere

### Im Verein
Lodetti begann seine Karriere beim AC Mailand 1961 als 19-Jähriger. Er gewann mit den Rossoneri 1962 und 1968 die italienische Meisterschaft und 1967 den italienischen Pokal. International gewann er mit dem AC Mailand 1963 und 1969 den Europapokal der Landesmeister, 1968 den Europapokal der Pokalsieger und 1969 den Weltpokal. 1970 wechselte er für vier Jahre zu Sampdoria Genua, ehe er beim US Foggia (zwei Jahre) und Novara Calcio (zwei Jahre) seine Karriere ausklingen ließ.

### In der Nationalmannschaft
International gab Giovanni Lodetti sein Debüt für Italien 1964. Er nahm an der Weltmeisterschaft 1966 in England teil und schied mit dem Team in der Gruppenphase aus. Bei der Europameisterschaft 1968 im eigenen Land errang er mit seinem Team unter Ferruccio Valcareggi den Europameistertitel.

## Erfolge
- Italienischer Meister (3): 1961/62, 1967/68
- Europapokalsieger der Landesmeister (2): 1962/63, 1968/69
- Italienischer Pokalsieger (4): 1966/67
- Europapokalsieger der Pokalsieger (2): 1967/68
- Europameister: 1968
- Weltpokalsieger: 1969